# Can Simon (Fogars de la Selva)
Can Simon és un edifici del municipi de Fogars de la Selva (Selva) inclosa en l'Inventari del Patrimoni Arquitectònic de Catalunya.

## Descripció
El mas de Can Simon està situat a una de les ribes de la Tordera, al centre d'un gran meandre de la Tordera a causa del Turó de Can Simó (111 m). Es tracta d'un conjunt d'edificis format per dues estructures d'habitatge i dues de magatzem, serveis i estabulació de bestiar. Tot plegat gira al voltant d'un pati que està tancat amb una paret. La casa principal té dues plantes i la coberta de doble vessant a laterals. Es pot veure que la part dreta està realçada, cosa que es pot deure a una remodelació o bé a l'adaptació al terreny.
La façana principal, arrebossada i sense pintar, consta d'un gran portal amb forma d'arc de mig punt i quatre finestres emmarcades de pedra sorrenca. Pel que fa a les finestres, tenen els ampits decorats, algunes presenten tres grans blocs de suport amb espitllera sota la fiestra i les llindes, quan no són decorades amb un petit arc conopial al centre, són motllurades o amb els controns rebaixats.
La casa data dels segles xvi i xvii. Molt reformada durant els dos segles següents.